# Theodora (Haendel)
 Theodora  est un oratorio en trois actes composé en 1749 par Georg Friedrich Haendel, sur un livret de Thomas Morell, et créé le 16 mars 1750, au Théâtre royal de Covent Garden à Londres. 
L'argument est fondé sur l'histoire, parfois considérée comme légendaire, de la martyre chrétienne Théodora pendant les persécutions de l'Empire Romain.

## Genèse et création
Haendel composa Theodora durant la dernière partie de sa carrière. Il était âgé de soixante-quatre ans lorsqu'il débuta la composition en juin 1749. Il avait composé les oratorios Solomon et Susanna l'année précédente. Theodora sera son pénultième oratorio. 
Theodora se distingue des deux oratorios précédents par son caractère tragique, et sa fin mettant en scène la mort de l'héroïne et de l'amoureux converti. C'est le seul oratorio hagiographique de Haendel, mais aussi le seul oratorio dramatique de Haendel en langue anglaise consacré à un sujet chrétien.
Thomas Morell (1703-1784) avait déjà travaillé avec Haendel sur plusieurs oratorios auparavant. Haendel et lui étaient alors amis. Morell s'inspira pour le livret de l'ouvrage The Martyrdom of Theodora and of Didymus (Le Martyre de Theodora et Didymus) de 1687, écrit par Robert Boyle, un éminent scientifique et théologien. Il emprunta également quelques détails au Théodore, Vierge et Martyre de Pierre Corneille, comme le nom du gouverneur d'Antioche, Valens, mais traite le thème de façon très différente. En particulier le thème de la tolérance, avec le personnage de Septimius, tient une place centrale chez Haendel. La légende de Théodora et Didyme, censée se dérouler en l'an 304 à Alexandrie (Ambroise de Milan la déplaça à Antioche), apparaît dès le IVe siècle, et avait déjà une longue tradition littéraire en Italie.
Haendel termina la pièce le 31 juillet 1749 et la première fut donnée le 16 mars 1750. Theodora fut un échec et ne fut joué que trois fois. Deux raisons au moins peuvent expliquer en partie cet échec : le thème de l'oratorio était assez éloigné des fresques narratives de l'Ancien Testament auxquels Haendel avait habitué son public, et un tremblement de terre survenu la semaine avant la première avait causé la fuite de certains des soutiens de Haendel. Ce fut le moins donné des oratorios du compositeur, il ne fut repris qu'une fois en 1755.
Certains des patrons d'Haendel apprécièrent toutefois l'œuvre. Lord Shaftesbury écrivit dans une lettre à un ami :

« Je ne puis conclure cette lettre et ne pas mentionner Theodora. J'ai écouté la pièce trois fois et m'aventurerais à la citer comme la plus aboutie et la plus belle composition qu'Haendel ait écrite. (...) Le public n'aime pas du tout, mais plusieurs très bons musiciens pensent comme moi. »

Selon des témoignages de l'époque, Haendel le tenait pour son oratorio préféré.

## Distribution

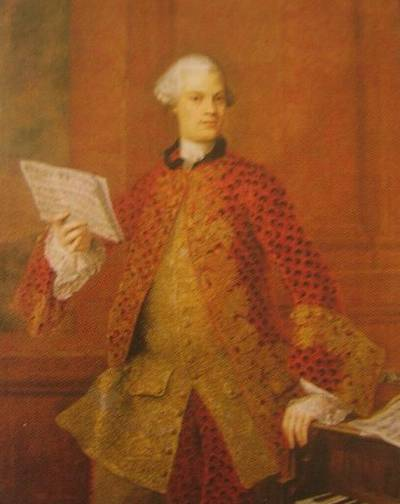
Gaetano Guadagni, qui a créé le rôle de Didymus

| Personnage                                                         | Voix          | Création, 16 mars 1750 |
| ------------------------------------------------------------------ | ------------- | ---------------------- |
| Theodora, chrétienne de noble famille                              | soprano       | Giulia Frasi           |
| Didymus, officier romain, converti par Théodora et amoureux d'elle | alto castrat  | Gaetano Guadagni       |
| Septimius, soldat romain, ami de Didymus                           | tenor         | Thomas Lowe            |
| Valens, gouverneur d'Antioche                                      | basse         | Henry Reinhold         |
| Irene, chrétienne, amie de Theodora                                | mezzo-soprano | Caterina Galli         |
| Un messager                                                        | ténor         |                        |
| Chœur (chœur des chrétiens et chœur des païens)                    |               |                        |

## Argument
Acte I
Au IVe siècle apr. J.-C., Valens, le gouverneur romain d'Antioche, émet un décret en l'honneur de l'anniversaire de Dioclétien qui force tous les citoyens à offrir un sacrifice à Vénus, la déesse romaine de l'amour, et à Flora, une déesse de la fertilité du printemps, sous peine de mort, et charge Septime de l'exécution du décret.
Didyme, un soldat secrètement converti au christianisme, demande que les citoyens dont la croyance les empêche de faire des sacrifices aux idoles soient épargnés de cette peine, ce que rejette Valens. Septime soupçonne Didyme d’être un chrétien et affirme sa fidélité à la loi, bien qu'il ait de la compassion pour ceux qui seraient condamnés à mourir et souhaite qu'il puisse être autorisé à se montrer miséricordieux envers eux.
Théodora, chrétienne de naissance noble et son amie Irène vénèrent leur dieu avec leurs coreligionnaires en privé plutôt que de se joindre à la fête pour l'anniversaire de l'empereur quand un messager apporte des nouvelles du décret de Valens. Septime vient les arrêter. Theodora s’attend à être mise à mort, mais est informée qu’elle a été condamnée à servir comme prostituée dans le temple de Vénus. Elle aurait grandement préféré mourir, mais est emmenée au temple. Irène en informe Didyme, qui part dans l'espoir de la sauver ou de mourir avec elle. Le premier acte se termine avec un chœur de chrétiens priant pour le succès de la mission.
Acte II
Au début du deuxième acte, la fête, l’orgie, en l'honneur de l'empereur et des déesses est apprécié par les païens. Valens envoie Septime dire à Théodora que si elle ne rejoint pas les festivités d'ici la fin de la journée, il enverra ses gardes la violer. La foule exprime sa satisfaction quant à cette sentence. Dans le temple de Vénus, qui sert de bordel, Théodora est effrayée, mais son humeur change comme elle contemple l'au-delà. Didyme avoue à son ami et supérieur Septime qu'il est chrétien et fait appel au sens de la dignité de l'autre homme. Septime permet à Didyme de visiter Théodora. Au début, Théodora demande à Didyme de la tuer et de mettre fin à sa souffrance, mais il la persuade de s’échapper avec son uniforme, le laissant à sa place.
Acte III
Le troisième acte s’ouvre sur les chrétiens célébrant le retour en toute sécurité de Théodora. Cependant, elle se sent coupable d’avoir mis en danger la vie de Didyme afin de sauver la sienne. Un messager les informe que Didyme a été capturé et que Valens a changé la punition de Théodora en peine de mort. Théodora veut se sacrifier à la place de Didyme, malgré les protestations de sa fidèle amie Irène. Au moment où le gouverneur Valens prononce la sentence à mort de Didyme, Théodora arrive et exige de mourir à la place du soldat. Didyme et Théodora argumentent tous deux pour mourir à la place de l’autre. Septime est ému et plaide pour la clémence. Valens, cependant, condamne à la fois Didyme et Théodora à mort. Ils chantent alors un duo à leur immortalité.